# Ex-Hacienda Tizayuca
Ex-Hacienda Tizayuca är en ort i Mexiko.   Den ligger i kommunen Atlixco och delstaten Puebla, i den sydöstra delen av landet, 90 km sydost om huvudstaden Mexico City. Ex-Hacienda Tizayuca ligger 1 911 meter över havet och antalet invånare är 133.
Terrängen runt Ex-Hacienda Tizayuca är kuperad åt nordost, men åt sydväst är den platt. Terrängen runt Ex-Hacienda Tizayuca sluttar söderut. Runt Ex-Hacienda Tizayuca är det ganska tätbefolkat, med 222 invånare per kvadratkilometer. Närmaste större samhälle är Cholula, 19,1 km nordost om Ex-Hacienda Tizayuca. Omgivningarna runt Ex-Hacienda Tizayuca är en mosaik av jordbruksmark och naturlig växtlighet.